# Antônio da Silva Souto Filho
Antônio da Silva Souto Filho (Garanhuns, 29 de agosto de 1886 — Recife, 19 de junho de 1937) foi um político brasileiro. Exerceu o mandato de deputado federal constituinte pelo Pernambuco em 1934.